# Sten Grytebust
Sten Michael Grytebust (født 25. oktober 1989) er en professionel fodboldspiller (målmand) fra Norge, der spiller for den norske klub Aalesunds FK. Han har tidligere spillet for de danske superligaklubber OB, F.C. København og Vejle BK
Han spillede i årene 2009-16 for Aalesunds FK, inden han i 2016 blev købt af Odense Boldklub. Han skiftede i 2019 til FCK, hvor han i begyndelsen opnåede spilletid. I sommeren 2021 blev han udlejet til Vejle BK på en halvårig aftale. Efter lejeaftalens udløb blev kontrakten med FCK ophævet, og Grytebust vendte herefter tilbage til Aalesund.
Som landsholdsspiller opnåede han debut for Norge i 2013.

## Karriere

### OB
I sin tid i Odense Boldklub vandt Grytebust Tipsbladets Det gyldne bur to gange.

### F.C. København
Den 7. maj 2019 blev det offentliggjort, at Grytebust fra sommeren 2019 skiftede til F.C. København på 3,5-årig aftale. Grytebust opnåede en del kampe for FCK i efteråret 2019, men blev slået af af Karl-Johan Johnsson og opnåede herefter ikke spilletid for førsteholdet.

### Vejle BK
Den 31. august 2021 blev det offentliggjort, at Grytebust var lejet ud til Vejle BK for efterårssæsonen 2021. Grytebust opnåede 10 kampe for Vejle inden lejemålet udløb og Grytebust vendte tilbage til F.C. København, hvorefter kontrakten blev ophævet.